# 윤재운
윤재운(2002년 4월 1일~)은 대한민국의 축구 선수로, 포지션은 윙어이다. 현재 김포 FC 소속이다.